# Flughafen Savannah/Hilton Head

i7
i11
i13
Der Savannah/Hilton Head International Airport (IATA-Code: SAV, ICAO-Code: KSAV) ist ein Flughafen in der Stadt Savannah im Chatham County im US-Bundesstaat Georgia.

## Lage
Der Savannah/Hilton Head International Airport befindet sich zwölf Kilometer nordwestlich von Savannah und rund 40 Kilometer westlich der im benachbarten US-Bundesstaat South Carolina gelegenen Insel Hilton Head.

## Geschichte
Der Name des Flughafens lautete ursprünglich Savannah Municipal Airport und wurde 1932 in Hunter Field umbenannt. Das United States Army Air Corps nahm 1942 eine weitere Umbenennung in Chatam Army Airfield nach dem Namensgebers des Chatham Countys William Pitt, 1. Earl of Chatham Premierminister von Großbritannien. Die Georgia Air National Guard, welche heute noch am Flughafen stationiert ist, benannte den Flugplatz 1948 in Travis Field, nach Robert F. Travis einem Offizier der United States Air Force, um. 1983 in Savannah International Airport umgetauft, erhielt der Flughafen 2003 seinen heutigen Namen Savannah/Hilton Head International Airport.
Am Flughafen ist auch der Flugzeughersteller Gulfstream Aerospace beheimatet. Angeflogen wird er von Fluggesellschaften wie Delta Air Lines, United Airlines, Allegiant Air oder American Eagle.

## Verkehrszahlen
| Jahr | Fluggastaufkommen | Luftfracht (Tonnen) | Flugbewegungen |
| ---- | ----------------- | ------------------- | -------------- |
| 2017 | 2.462.881         | 8.167               | 94.827         |
| 2016 | 2.190.406         | 7.423               | 92.680         |
| 2015 | 2.027.262         | 6.944               | 88.691         |
| 2014 | 1.916.561         | 7.158               | 85.090         |
| 2013 | 1.642.088         | 7.180               | 84.958         |
| 2012 | 1.612.090         | 6.890               | 90.326         |
| 2011 | 1.612.348         | 7.621               | 98.416         |
| 2010 | 1.653.302         | 7.418               | 99.787         |
| 2009 | 1.650.383         | 6.471               | 95.206         |
| 2008 | 1.969.965         | 8.182               | 94.306         |
| 2007 | 2.029.410         | 9.782               | 100.009        |
| 2006 | 1.932.593         | 9.223               | 102.928        |
| 2005 | 2.104.893         | 8.107               | 103.988        |

### Verkehrsreichste Strecken

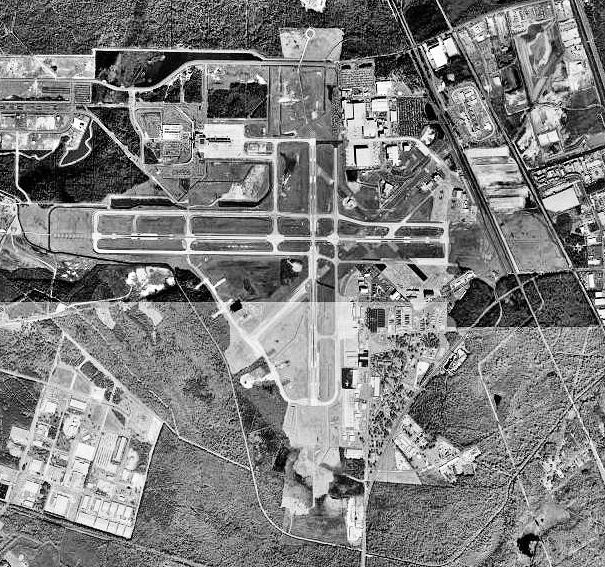
Luftaufnahme des Flughafens von 1999

| Rang | Stadt                               | Passagiere | Fluggesellschaften |
| ---- | ----------------------------------- | ---------- | ------------------ |
| 01   | Atlanta, Georgia                    | 369.950    | Delta              |
| 02   | Charlotte, North Carolina           | 187.600    | American           |
| 03   | New York–JFK, New York              | 127.490    | Delta, JetBlue     |
| 04   | Newark, New Jersey                  | 089.410    | Allegiant, United  |
| 05   | Dallas/Fort Worth, Texas            | 055.380    | American           |
| 06   | New York–LaGuardia, New York        | 048.910    | Delta              |
| 07   | Chicago–O’Hare, Illinois            | 046.800    | American, United   |
| 08   | Washington–Dulles, Washington, D.C. | 046.350    | United             |
| 09   | Boston, Massachusetts               | 046.250    | Delta, JetBlue     |
| 10   | Philadelphia, Pennsylvania          | 031.450    | American, Frontier |

## Zwischenfälle
- Am 2. Mai 2018 stürzte eine Lockheed WC-130H Hercules des 156th Airlift Wing der Nationalgarde Puerto Ricos (Luftfahrzeugkennzeichen 65-0968) nach einem Triebwerksausfall zwei Kilometer nordöstlich des Startflughafens Savannah/Hilton Head ab. Die Maschine war auf einem Überführungsflug zur Außerdienststellung im Flugzeugdepot AMARG bei Tucson, Arizona. Alle Insassen, neun Besatzungsmitglieder, kamen ums Leben.[5]

## Trivia
Auf dem Seitenstreifen einer Landebahn befinden sich zwei Grabplatten. Eine Verlängerung der Landebahn führte über den Familienfriedhof der früheren Eigentümer. Da die Grabsteine nicht ohne Zustimmung der Angehörigen entfernt werden dürfen und die Verwandten nicht ihre Zustimmung gaben, wurden sie in die Landebahn integriert.